# Batalha de Rincón
A Batalha de Rincón, ocorreu em 24 de setembro de 1825, envolvendo o Império do Brasil e forças emancipacionistas do Uruguai apoiadas pelas Províncias Unidas do Rio da Prata, origem da atual Argentina.

## Contexto histórico
O atual Uruguai havia sido anexado ao Reino Unido de Portugal, Brasil e Algarve a 31 de julho de 1821, com a denominação de Província Cisplatina, depois da derrota de José Gervasio Artigas . Nunca chegou a ocorrer uma efetiva integração do território ao país, dadas as diferenças linguísticas e culturais, procurando os uruguaios apoio junto aos Argentinos, que já antes haviam negado apoio aos emancipacionistas.
O nacionalista Juan Antonio Lavalleja iniciou sua campanha libertadora a 19 de abril de 1825, desembarcando em La Agraciada, à margem esquerda do rio Uruguai, arregimentando voluntários para a causa emancipacionista, logo reunindo um pequeno exército e, a 25 de agosto deste mesmo ano, reuniu-se em assembléia que, em Florida, declarava a província como integrando o território das Províncias Unidas do Rio da Prata.

## A batalha
A respeito da batalha em questão, o Barão do Rio Branco  esclareceu o seguinte:
| “ | [...] o general Frutuoso Rivera, penetrando no Rincón de las Gallinas ou de Haedo, perseguiu um destacamento brasileiro de 50 homens, que guardava a entrada dessa península, formada pelas águas do rio Negro e do Uruguai, e apoderou-se de uma reserva de seis mil cavalos que ali tinha o general José de Abreu (barão de Cerro Largo), então acampado perto de Mercedes, na margem oposta do rio Negro. Os tiros de dois navios da esquadrilha do Uruguai, comandados por Sena Pereira, detiveram o inimigo, e parte do destacamento pôde salvar-se a bordo desses navios, com a perda de uns 20 mortos e prisioneiros. Rivera tinha 250 homens de cavalaria (300 ou 400, segundo a versão brasileira), e ocupava-se em fazer reunir a cavalhada, quando recebeu aviso de que entrava no Rincón, avançando na maior desordem, uma coluna brasileira. Vendo-se sem retirada possível, reuniu a sua gente e emboscou-a um pouco acima do arroio Pantanoso. 'Tinha a maior confiança em que os inimigos deviam ignorar que nos encontrávamos já no Rincón, e, por conseguinte, se aproximaria de nós como que vinha encontrar-se com seus amigos', disse Rivera, ao dar conta da surpresa. Os brasileiros, acrescentava, 'vinham fazendo as marchas mais extraordinárias e precipitadas que se podia imaginar'. O general Abreu, em ofício de 12 de setembro, dirigido ao ministro da Guerra, anunciava estar esperando a incorporação desses 400 homens, e não de 700, como escreveu Rivera, para aumentar a importância da sua vitória. Eram dois regimentos incompletos de cavalaria de milícias, compostos dos guaranis do distrito de Missões, do 24º, com 190 homens, e do 25º,com 230, comandados pelos coronéis José Luís Mena Barreto e Jerônimo Gomes Jardim. Encontraram-se em Paissandu e desde aí marchavam pelo mesmo caminho, mas sem acordo algum, porque o coronel Mena Barreto, apesar de mais moderno, não se quis apresentar ao coronel Jardim. Forçando as marchas e cansando os cavalos, cada um desses coronéis procurava chegar antes do outro ao Rincón. Foi assim que Rivera, caindo repentinamente sobre o 25º regimento, o destroçou completamente e, meia légua (cerca de 3,3 km) adiante, encontrou o 24º, que também foi surpreendido em marcha, com os cavalos em mísero estado. O coronel Mena Barreto, cercado de alguns oficiais e milicianos, não quis acompanhar os outros na fuga; recusou-se render-se e morreu combatendo. A nossa perda foi de uns 120 mortos e prisioneiros, pois é ponto averiguado que os dois corpos derrotados apenas tinham um efetivo de 420 homens e que o coronel Jardim, reunindo os dispersos, fez a sua retirada para o Arapeí à frente de 300 (ver 14 de outubro). Além do coronel José Luís Mena Barreto, morreram nesta surpresa 15 oficiais brasileiros. O coronel contava apenas 27 anos e muito se distinguira nas campanhas de 1816 e de 1820. Era filho do marechal João de Deus Mena Barreto, visconde de São Gabriel, e irmão dos generais João Propício (barão de São Gabriel) e João Manuel Mena Barreto. Deixou um filho, José Luís, que também foi general, e, como estes dois últimos, se assinalou na nossa última guerra. O combate do Rincón foi o primeiro revés que sofremos, depois de continuadas vitórias nas campanhas do sul, de 1801 a 1820, quando tínhamos sobre os nossos vizinhos a superioridade da disciplina e da instrução militar. Dias depois (12 de outubro), deu-se o combate do Sarandí, mais desastroso do que este. | ” |

## Conseqüências
A derrota brasileira neste combate, inflacionado pelo lado uruguaio, e sobretudo a perda da Cavalhada, no dia anterior, teve grande repercussão na região (e no exterior) e fez com que as tropas brasileiras, que dominavam o interior uruguaio, recuassem para as áreas urbanizadas do litoral. Ela também foi causa de uma grande vitória uruguaia, no mês seguinte, na Batalha de Sarandi (12 de outubro), quando tropas brasileiras sob o comando do Coronel Bento Manuel Ribeiro foram derrotadas pelos então insurgentes numa fracassada tentativa brasileira de recuperação da iniciativa perdida.